# Lista över isörtsväxternas släkten
Detta är en lista över släkten i familjen isörtsväxter alfabetiskt ordnad efter de vetenskapliga namnen. Två släkten, Tetragonia och Tribulocarpus utgjorde tidigare en egen familj, Tetragoniaceae, men ingår numera i isörtsväxterna.

## A
| Vetenskapligt namn | Auktor                 | Svenskt namn | Källa | Bild               |
| ------------------ | ---------------------- | ------------ | ----- | ------------------ |
| Acrodon            | N.E.Br.                |              | IPNI  |                    |
| Acrosanthes        | Eckl.&Zeyh.            |              | IPNI  |                    |
| Aethephyllum       | N.E.Br.                |              | SKUD  |                    |
| Aizoanthemum       | Dinter ex Friedrich    |              | IPNI  |                    |
| Aizoon             | L.                     |              | IPNI  |                    |
| Aloinopsis         | Schwantes              |              | SKUD  |                    |
| Amphibolia         | L.Bolus ex A.G.J.Herre |              | IPNI  |                    |
| Antegibbaeum       | Schwantes ex C.Weber   |              | IPNI  |                    |
| Antimima           | N.E.Br.                |              | IPNI  | Antimima spec.     |
| Apatesia           | N.E.Br.                |              | IPNI  |                    |
| Aptenia            | N.E.Br.                | hjärtrevor   | NRM   | Aptenia cordifolia |
| Arenifera          | A.G.J.Herre            |              | IPNI  |                    |
| Argyroderma        | N.E.Br.                |              | SKUD  | Argyroderma fissum |
| Aspazoma           | N.E.Br.                |              | IPNI  |                    |
| Astridia           | Dinter                 |              | IPNI  |                    |

## B
| Vetenskapligt namn | Auktor    | Svenskt namn | Källa | Bild              |
| ------------------ | --------- | ------------ | ----- | ----------------- |
| Bergeranthus       | Schwantes |              | SKUD  |                   |
| Berrisfordia       |           |              |       |                   |
| Bijlia             | N.E.Br.   |              | SKUD  | Bijlia tugwelliae |
| Braunsia           | Schwantes |              | IPNI  |                   |
| Brownanthus        | Schwantes |              | IPNI  |                   |

## C
| Vetenskapligt namn            | Auktor               | Svenskt namn   | Källa | Bild                    |
| ----------------------------- | -------------------- | -------------- | ----- | ----------------------- |
| Carpanthea                    | N.E.Br.              |                | SKUD  |                         |
| Carpobrotus                   | N.E.Br.              | middagsblommor | SKUD  | Carpobrotus edulis      |
| Carruanthus                   | Schwantes ex N.E.Br. |                | IPNI  |                         |
| Caryotophora                  | Leistn.              |                | IPNI  |                         |
| Cephalophyllum                | (Haw.) N.E.Br.       | huvudblad      | SKUD  |                         |
| Cerochlamys                   | N.E.Br.              |                | IPNI  |                         |
| Chasmatophyllum               | Dinter&Schwantes     |                | IPNI  |                         |
| Cheiridopsis                  | N.E.Br.              | silverklykor   | SKUD  |                         |
| Circandra                     | N.E.Br.              |                | IPNI  |                         |
| Cleretum                      | N.E.Br.              |                | IPNI  |                         |
| Conicosia                     | N.E.Br.              |                | SKUD  | Conicosia pugioniformis |
| Conophytum                    | N.E.Br.              |                | SKUD  | Conophytum wettsteinii  |
| Corpuscularia                 | Schwantes            |                | IPNI  |                         |
| Cryophytum → Mesembryanthemum |                      |                |       |                         |
| Cylindrophyllum               | Schwantes            |                | SKUD  |                         |
| Cypselea                      | Turp.                |                | ITIS  |                         |

## D
| Vetenskapligt namn | Auktor           | Svenskt namn    | Källa | Bild                        |
| ------------------ | ---------------- | --------------- | ----- | --------------------------- |
| Dactylopsis        | N.E.Br.          |                 | IPNI  |                             |
| Delosperma         | N.E.Br.          | frövisarsläktet | SKUD  | Delosperma cooperi          |
| Dicrocaulon        | N.E.Br.          |                 | IPNI  |                             |
| Didymaotus         | N.E.Br.          |                 | IPNI  |                             |
| Dinteranthus       | Schwantes        |                 | IPNI  |                             |
| Diplosoma          | Schwantes        |                 | IPNI  |                             |
| Disphyma           | N.E.Br.          |                 | ITIS  |                             |
| Dorotheanthus      | Schwantes        | doroteablommor  | NRM   | Dorotheanthus bellidiformis |
| Dracophilus        | Dinter&Schwantes |                 | IPNI  |                             |
| Drosanthemopsis    | Rauschert        |                 | IPNI  |                             |
| Drosanthemum       | Schwantes        | daggblommor     | SKUD  | Drosanthemum speciosum      |

## E
| Vetenskapligt namn | Auktor           | Svenskt namn | Källa | Bild |
| ------------------ | ---------------- | ------------ | ----- | ---- |
| Eberlanzia         | Schwantes        |              | IPNI  |      |
| Ebracteola         | Dinter&Schwantes |              | IPNI  |      |
| Enarganthe         | N.E.Br.          |              | IPNI  |      |
| Erepsia            | N.E.Br.          |              | IPNI  |      |
| Esterhuysenia      | L.Bolus          |              | IPNI  |      |

## F
| Vetenskapligt namn | Auktor    | Svenskt namn | Källa | Bild                      |
| ------------------ | --------- | ------------ | ----- | ------------------------- |
| Faucaria           | Schwantes |              | SKUD  | Faucaria tigrina          |
| Fenestraria        | N.E.Br.   | fönsterblad  | SKUD  | Fenestraria rhopalophylla |
| Frithia            | N.E.Br.   |              | SKUD  | Frithia pulchra           |

## G
| Vetenskapligt namn | Auktor      | Svenskt namn    | Källa | Bild                    |
| ------------------ | ----------- | --------------- | ----- | ----------------------- |
| Galenia            | L.          | galenior        | NRM   |                         |
| Gasoul             | overifierad |                 | ITIS  |                         |
| Geocapron          | overifierad |                 | ITIS  |                         |
| Gibbaeum           | N.E.Br.     | klotblad        | SKUD  |                         |
| Glottiphyllum      | N.E.Br.     | tungbladsläktet | SKUD  | Glottiphyllum depressum |
| Gunniopsis         | Pax         |                 | IPNI  |                         |

## H
| Vetenskapligt namn | Auktor                       | Svenskt namn | Källa | Bild |
| ------------------ | ---------------------------- | ------------ | ----- | ---- |
| Hallianthus        | H.E.K.Hartmann               |              | IPNI  |      |
| Hereroa            | (Schwantes) Dinter&Schwantes | lyrblad      | SKUD  |      |
| Herrea             | Schwantes                    |              | ITIS  |      |
| Herreanthus        | Schwantes                    |              | IPNI  |      |
| Hymenogyne         | N.E.Br.                      |              | IPNI  |      |

## I
| Vetenskapligt namn | Auktor  | Svenskt namn | Källa | Bild |
| ------------------ | ------- | ------------ | ----- | ---- |
| Imitaria           | N.E.Br. |              | IPNI  |      |

## J
| Vetenskapligt namn | Auktor            | Svenskt namn | Källa | Bild                     |
| ------------------ | ----------------- | ------------ | ----- | ------------------------ |
| Jacobsenia         | L.Bolus&Schwantes |              | IPNI  |                          |
| Jensenobotrya      | A.G.J.Herre       |              | SKUD  | Jensenobotrya lossowiana |
| Jordaaniella       | H.E.K.Hartmann    |              | IPNI  |                          |
| Juttadinteria      | Schwantes         |              | IPNI  |                          |

## K
| Vetenskapligt namn | Auktor  | Svenskt namn | Källa | Bild |
| ------------------ | ------- | ------------ | ----- | ---- |
| Khadia             | N.E.Br. |              | IPNI  |      |

## L
| Vetenskapligt namn | Auktor           | Svenskt namn   | Källa | Bild                   |
| ------------------ | ---------------- | -------------- | ----- | ---------------------- |
| Lampranthus        | N.E.Br.          |                | SKUD  | Lampranthus glaucoides |
| Lapidaria          | Dinter&Schwantes |                | IPNI  | Lapidaria margaretae   |
| Leipoldtia         |                  |                |       |                        |
| Lithops            | N.E.Br.          | levande stenar | SKUD  | Lithops fulviceps      |

## M
| Vetenskapligt namn | Auktor              | Svenskt namn | Källa | Bild                          |
| ------------------ | ------------------- | ------------ | ----- | ----------------------------- |
| Machairophyllum    | Schwantes           |              | IPNI  |                               |
| Malephora          | N.E.Br.             |              | ITIS  |                               |
| Mesembryanthemum   | L.                  | isörter      | NRM   | Mesembryanthemum crystallinum |
| Mestoklema         | N.E.Br. ex H.F.Glen |              | IPNI  |                               |
| Meyerophytum       | Schwantes           |              | IPNI  |                               |
| Mitrophyllum       | Schwantes           |              | SKUD  |                               |
| Monilaria          | Schwantes           |              | IPNI  |                               |
| Mossia             | N.E.Br.             |              | IPNI  |                               |
| Muiria             | N.E.Br.             |              | IPNI  |                               |

## N
| Vetenskapligt namn | Auktor           | Svenskt namn | Källa | Bild |
| ------------------ | ---------------- | ------------ | ----- | ---- |
| Namaquanthus       | L.Bolus          |              | IPNI  |      |
| Namibia            | Dinter&Schwantes |              | IPNI  |      |
| Nananthus          | N.E.Br.          |              | IPNI  |      |
| Nelia              | Schwantes        |              | IPNI  |      |
| Neohenricia        |                  |              |       |      |

## O
| Vetenskapligt namn | Auktor           | Svenskt namn | Källa | Bild                     |
| ------------------ | ---------------- | ------------ | ----- | ------------------------ |
| Octopoma           | N.E.Br.          |              | IPNI  |                          |
| Odontophorus       | N.E.Br.          |              | SKUD  |                          |
| Oophytum           | N.E.Br.          |              | SKUD  |                          |
| Ophthalmophyllum   | Dinter&Schwantes |              | SKUD  | Ophthalmophyllum dinteri |
| Orthopterum        | L.Bolus          |              | IPNI  |                          |
| Oscularia          | Schwantes        |              | SKUD  |                          |
| Ottosonderia       | L.Bolus          |              | IPNI  |                          |

## P
| Vetenskapligt namn | Auktor             | Svenskt namn | Källa | Bild              |
| ------------------ | ------------------ | ------------ | ----- | ----------------- |
| Phyllobolus        | N.E.Br.            |              | IPNI  |                   |
| Pleiospilos        | N.E.Br.            | klyvstenar   | SKUD  | Pleiospilos nelii |
| Plinthus           | Fenzl&Verdoorn     |              | IPNI  |                   |
| Polymita           | N.E.Br.            |              | IPNI  |                   |
| Psammophora        | Dinter&Schwantes   |              | IPNI  |                   |
| Pseudobrownanthus  | Ihlenf.&V.Bittrich |              | IPNI  |                   |
| Psilocaulon        | N.E.Br.            |              | IPNI  |                   |

## R
| Vetenskapligt namn | Auktor                | Svenskt namn | Källa | Bild                       |
| ------------------ | --------------------- | ------------ | ----- | -------------------------- |
| Rabiea             | N.E.Br.               |              | IPNI  |                            |
| Rhinephyllum       | N.E.Br.               |              | IPNI  |                            |
| Rhombophyllum      | (Schwantes) Schwantes |              | SKUD  | Rhombophyllum dolabriforme |
| Ruschia            | Schwantes             | ruschior     | SKUD  |                            |
| Ruschianthemum     | Friedrich             |              | IPNI  |                            |
| Ruschianthus       | L.Bolus               |              | IPNI  |                            |

## S
| Vetenskapligt namn | Auktor           | Svenskt namn | Källa | Bild                    |
| ------------------ | ---------------- | ------------ | ----- | ----------------------- |
| Saphesia           | N.E.Br.          |              | IPNI  |                         |
| Schlechteranthus   | Schwantes        |              | IPNI  |                         |
| Schwantesia        | L.Bolus          |              | IPNI  |                         |
| Scleletium         | N.E.Br.          |              | SKUD  |                         |
| Scopelogena        | L.Bolus          |              | IPNI  |                         |
| Sesuvium           | L.               |              | ITIS  | Sesuvium portulacastrum |
| Skiatophytum       | L.Bolus          |              | IPNI  |                         |
| Smicrostigma       | N.E.Br.          |              | IPNI  |                         |
| Stayneria          | L.Bolus          |              | IPNI  |                         |
| Stoeberia          | Dinter&Schwantes |              | IPNI  |                         |
| Stomatium          | Schwantes        |              | SKUD  |                         |
| Synaptophyllum     | N.E.Br.          |              | IPNI  |                         |

## T
| Vetenskapligt namn | Auktor           | Svenskt namn | Källa | Bild                      |
| ------------------ | ---------------- | ------------ | ----- | ------------------------- |
| Tanquana           | H.Hartmann&Liede |              | IPNI  |                           |
| Tetragonia         | L.               | tetragonior  | NRM   | Tetragonia echinata       |
| Titanopsis         | Schwantes        |              | SKUD  | Titanopsis calcarea       |
| Trianthema         | L.               |              | ITIS  | Trianthema portulacastrum |
| Tribulocarpus      | S.Moore          |              | IPNI  |                           |
| Trichodiadema      | Schwantes        |              | SKUD  | Trichodiadema densum      |

## V
| Vetenskapligt namn | Auktor                    | Svenskt namn | Källa | Bild |
| ------------------ | ------------------------- | ------------ | ----- | ---- |
| Vanheerdea         | L.Bolus ex H.E.K.Hartmann |              | IPNI  |      |
| Vanzijlia          | L.Bolus                   |              | IPNI  |      |

## W
| Vetenskapligt namn | Auktor  | Svenskt namn | Källa | Bild |
| ------------------ | ------- | ------------ | ----- | ---- |
| Wooleya            | L.Bolus |              | IPNI  |      |

## Z
| Vetenskapligt namn | Auktor  | Svenskt namn | Källa | Bild |
| ------------------ | ------- | ------------ | ----- | ---- |
| Zaleya             | Burm.f. |              | IPNI  |      |
| Zeuktophyllum      | N.E.Br. |              | IPNI  |      |

## Auktorkällor
- IPNI - International Plant Names Index
- ITIS - Integrated Taxonomic Information System
- NRM - Naturhistoriska riksmuseets checklista
- SKUD - Svensk kulturväxtdatabas